# Lijst van partijleiders van Leefbaar Nederland
De partijleider van Leefbaar Nederland (LN) is tijdens de Tweede Kamerverkiezingen de lijsttrekker. De eerste partijleider was Pim Fortuyn.

## Partijleiders
| Partijleiders                            | Partijleiders                   | Partijleiders                          | Termijn                            | Functie(s) als leider / overige functie(s)                              | Lijsttrekker |
| ---------------------------------------- | ------------------------------- | -------------------------------------- | ---------------------------------- | ----------------------------------------------------------------------- | ------------ |
|                                          | W.S.P. (Pim) Fortuyn            | W.S.P. (Pim) Fortuyn (1948-2002)       | 25 november 2001 – 9 februari 2002 |                                                                         |              |
| Vacant (9 februari 2002 – 10 maart 2002) |                                 |                                        |                                    |                                                                         |              |
|                                          | F. (Fred) Teeven                | F. (Fred) Teeven (1958)                | 10 maart 2002 – 2003               | Lid Tweede Kamer (2002–2003) Fractievoorzitter Tweede Kamer (2002–2003) | 2002         |
|                                          | H.M.G.J. (Haitske) van de Linde | H.M.G.J. (Haitske) van de Linde (1980) | 2003 – 2004                        |                                                                         | 2003         |
|                                          | A.J.G (Fons) Zinken             | A.J.G. (Fons) Zinken (1942)            | 2004 – 2007                        |                                                                         | 2006         |